# Lijst van rijksmonumenten in Kortenhoef
De plaats Kortenhoef telt 15 inschrijvingen in het rijksmonumentenregister. Hieronder een overzicht.
| Object                                                                                            | Oorspronkelijke functie?  | Bouwjaar                  | Architect | Locatie                               | Coördinaten?                 | Nr.?   | Afbeelding                                      |
| ------------------------------------------------------------------------------------------------- | ------------------------- | ------------------------- | --------- | ------------------------------------- | ---------------------------- | ------ | ----------------------------------------------- |
| Pastorie behorend R.K.kerk St. Antonius                                                           | Kerkelijke dienstwoning   | 1879-1880                 | A. Tepe   | Kerklaan 24                           | 52° 14' 21" NB, 5° 7' 7" OL  | 333064 | Meer afbeeldingen                               |
| St. Antonius                                                                                      | Kerk en kerkonderdeel     | 1879-1880                 | A. Tepe   | Kerklaan 26                           | 52° 14' 21" NB, 5° 7' 7" OL  | 17394  | Meer afbeeldingen                               |
| Boerderij onder pannen zadeldak, aan de voorzijde aansluitend tegen een puntgevel met vlechtingen | Boerderij                 | 1754                      |           | Kortenhoefsedijk 149                  | 52° 13' 46" NB, 5° 5' 26" OL | 17396  | Meer afbeeldingen                               |
| 'Het rechthuis'                                                                                   | Gerechtsgebouw            | 18e/19e eeuw              |           | Kortenhoefsedijk 157                  | 52° 13' 44" NB, 5° 5' 25" OL | 17397  | Meer afbeeldingen                               |
| Hervormde pastorie "Er gaat eens een dominee voorbij"                                             | Kerkelijke dienstwoning   | 1840 (stichtingssteen)    |           | Kortenhoefsedijk 163                  | 52° 13' 43" NB, 5° 5' 25" OL | 17398  | Meer afbeeldingen                               |
| NH kerk                                                                                           | Kerk en kerkonderdeel     | 15e eeuw                  |           | Kortenhoefsedijk 168                  | 52° 13' 42" NB, 5° 5' 23" OL | 17399  | Meer afbeeldingen                               |
| Toren van de NH kerk                                                                              | Kerk en kerkonderdeel     | eind 15e eeuw             |           | Kortenhoefsedijk 168                  | 52° 13' 42" NB, 5° 5' 23" OL | 17400  | Meer afbeeldingen                               |
| Pand met gepleisterde topgevel                                                                    | Woonhuis                  | 18e eeuw                  |           | Kortenhoefsedijk 172                  | 52° 13' 42" NB, 5° 5' 20" OL | 17401  | Pand met gepleisterde topgevel                  |
| Woningen onder rieten dak                                                                         | Woonhuis                  | 17e eeuw                  |           | Kortenhoefsedijk 174                  | 52° 13' 42" NB, 5° 5' 20" OL | 17402  | Woningen onder rieten dak                       |
| Dwarshuisje onder rieten zadeldak                                                                 | Woonhuis                  | 18e of het begin 19e eeuw |           | Kortenhoefsedijk 194                  | 52° 13' 37" NB, 5° 5' 13" OL | 17404  | Meer afbeeldingen                               |
| Voorste Molen (Gabriel)                                                                           | Industrie- en poldermolen | 1635                      |           | Watermolen                            | 52° 14' 12" NB, 5° 3' 27" OL | 17405  | Meer afbeeldingen                               |
| Gepleisterde boerderij onder pannen zadeldak                                                      | Boerderij                 | 17e eeuw (opzet)          |           | Kortenhoefsedijk 99                   | 52° 13' 58" NB, 5° 5' 55" OL | 366607 | Meer afbeeldingen                               |
| De Gaard                                                                                          | Werk-woonhuis             | 1919                      |           | Kerklaan 52                           | 52° 14' 26" NB, 5° 6' 52" OL | 520855 | Upload foto                                     |
| De Karakiet                                                                                       | Werk-woonhuis             | 1904                      |           | Kortenhoefsedijk 137                  | 52° 13' 49" NB, 5° 5' 31" OL | 520856 | De Karakiet                                     |
| Voormalig gemeentehuis                                                                            | Bestuursgebouw en onderdl | 1910                      |           | Kortenhoefsedijk 155                  | 52° 13' 45" NB, 5° 5' 25" OL | 520857 | Meer afbeeldingen                               |
| Nieuwe Hollandse Waterlinie Cluster 13. Fort Kijkuit: Fortaanleg.                                 | Fort, vesting en -onderdl | 1844-1847                 |           | Gabriëlweg 6                          | 52° 14' 10" NB, 5° 3' 32" OL | 531414 | Meer afbeeldingen                               |
| Fort Kijkuit: Bomvrij Wachthuis met Remises. (Gebouw A)                                           | Militair wachtgebouw      | 1844-1847                 |           | Gabriëlweg 6                          |                              | 531415 | Meer afbeeldingen                               |
| Fort Kijkuit: Wachtgebouw met Kruitmagazijn (Gebouw B)                                            | Militair wachtgebouw      | 1880                      |           | Gabriëlweg 6                          |                              | 531416 | Meer afbeeldingen                               |
| Mitrailleur- en Kanonkazemat annex Remise.                                                        | Kazemat                   | 1935                      |           | Gabriëlweg 6                          |                              | 531417 | Meer afbeeldingen                               |
| Fort Kijkuit: Houten loods.                                                                       | Militaire opslagplaats    |                           |           | Gabriëlweg 6                          |                              | 531419 | Meer afbeeldingen                               |
| Fort Kijkuit: Fortwachterswoning.                                                                 | Bijgebouwen               |                           |           | Gabriëlweg 6                          |                              | 531420 | Meer afbeeldingen                               |
| Fort Kijkuit: Toegangsbrug.                                                                       | Fort, vesting en -onderdl |                           |           | Gabriëlweg 6                          |                              | 531421 | Meer afbeeldingen                               |
| Nieuwe Hollandse Waterlinie Cluster 14. Rondom Fort Kijkuit: Groepsshuilplaaten type P            | Bomvrij militair object   |                           |           |                                       | 52° 14' 4" NB, 5° 3' 44" OL  | 531425 | Meer afbeeldingen                               |
| Brug met inundatievoorziening / schotbalkkering                                                   | Fort, vesting en -onderdl |                           |           | Vreelandseweg aan Kleizuwezijde       | 52° 13' 51" NB, 5° 2' 39" OL | 531428 | Brug met inundatievoorziening / schotbalkkering |
| Brug met inundatievoorziening / schotbalkkering                                                   | Fort, vesting en -onderdl |                           |           | bij Hilversumsch Kanaal               | 52° 14' 3" NB, 5° 3' 47" OL  | 531429 | Brug met inundatievoorziening / schotbalkkering |
| Duiker / Brug                                                                                     | Fort, vesting en -onderdl |                           |           | Vreelandseweg bij de Kortenhoefsedijk | 52° 13' 30" NB, 5° 5' 12" OL | 531430 | Duiker / Brug                                   |
| Zuidersluis                                                                                       | Fort, vesting en -onderdl |                           |           |                                       | 52° 13' 17" NB, 5° 7' 20" OL | 531431 | Zuidersluis                                     |
| Resten tankversperring                                                                            | Versperring               |                           |           |                                       | 52° 14' 2" NB, 5° 3' 52" OL  | 531432 | Resten tankversperring                          |